# Paris-brest
Pour les articles homonymes, voir Paris-Brest.
Le paris-brest est une pâtisserie traditionnelle d'origine française, en forme toroïdale évoquant une roue de vélo, pour rendre hommage à la course cycliste Paris-Brest-Paris. Elle est composée d'une pâte à choux croquante fourrée d'une crème mousseline pralinée, parsemée d'amandes effilées.

## Histoire

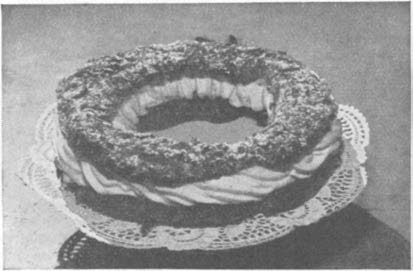
Photographie de paris-brest dans le Larousse gastronomique de 1938.

Ce gâteau en forme de roue de vélo rend hommage à la course cycliste Paris-Brest-Paris. Sa création est attribuée à différents pâtissiers résidant sur le passage de la course, parmi lesquels : Louis Durand, de Maisons-Laffitte, qui l'aurait conçu en 1909, ; Monsieur Bauget, également de Maisons-Laffitte, mais en 1891 ; d'autres sources citent simplement un pâtissier de la banlieue parisienne, qui l'aurait créé en 1891 ; enfin, un pâtissier de Chartres du nom de Gerbet.
Selon certaines sources, Durand l'aurait créé en 1909 sous la forme d'un éclair, et c'est un autre pâtissier de la banlieue ouest de Paris qui lui aurait donné sa forme circulaire. Selon d'autres sources, c'est Durand qui lui aurait donné sa forme de roue de bicyclette, en se basant sur une pâtisserie créée antérieurement : une pâtisserie en forme de couronne de lauriers (en référence à celle qui est décernée au vainqueur de la course) créée par un pâtissier de Brest,, ou une pâtisserie de forme oblongue.
La même recette apparaît sous le nom paris-nice en 1910 dans le Traité de pâtisserie moderne d'Émile Darenne et Émile Duval,.
En 1930, Paul Durand, fils de Louis, a tenté de déposer un brevet sur la création de son père, mais la diffusion de la pâtisserie était déjà si large que sa demande fut rejetée.
En 2012, un sondage de TNS-Sofres le classe en 15e position des desserts préférés des Français,.

## Présentation
Le paris-brest est généralement vendu sous forme de couronne, soit comme gâteau individuel d'une dizaine de centimètres de diamètre, soit comme gâteau familial. Certains pâtissiers ne le proposent qu'en format familial.
On le trouve également sous forme d'éclair.

Différentes présentations de paris-brest
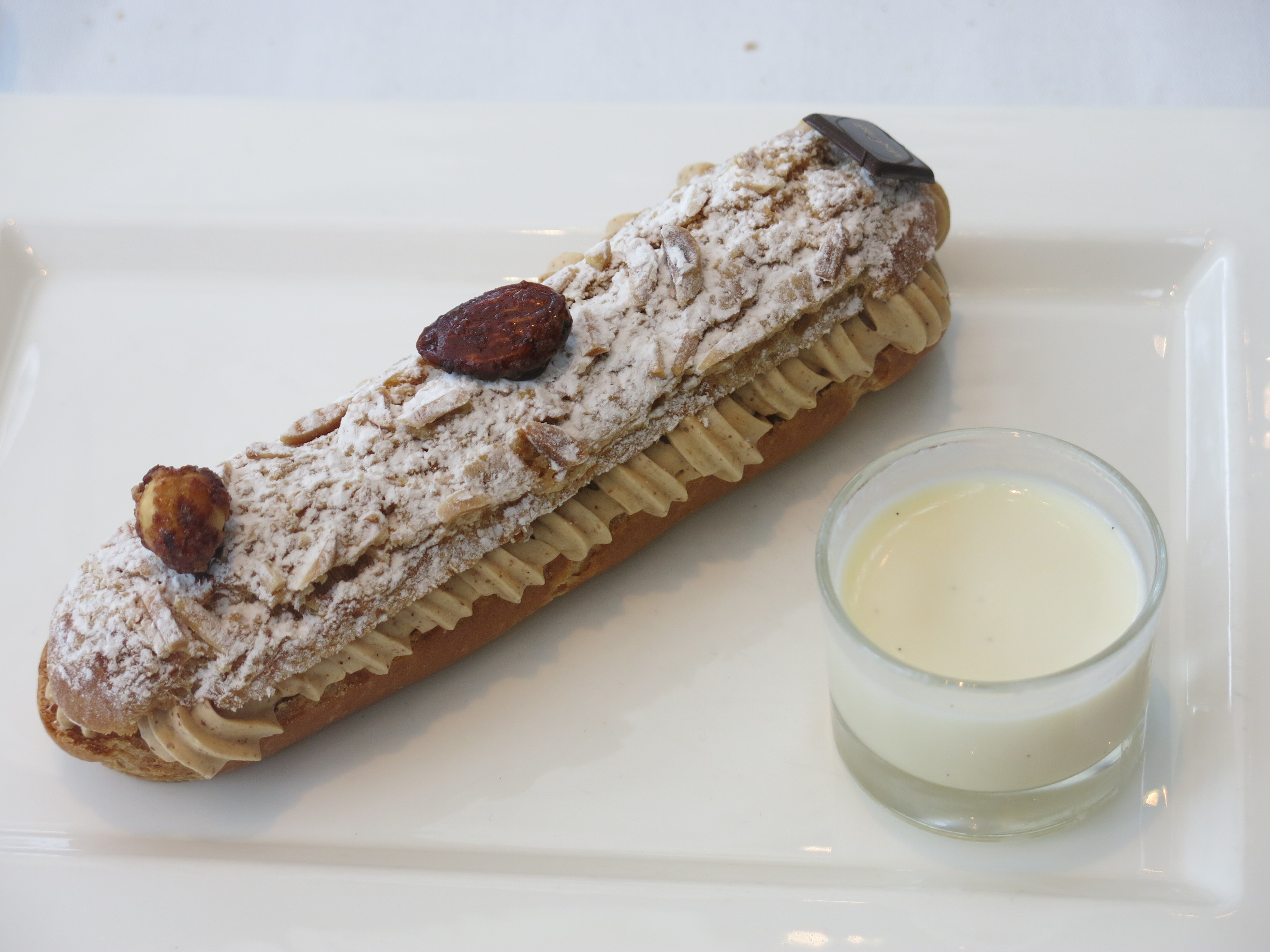
En éclair chez Lenôtre au pavillon Élysée à Paris.
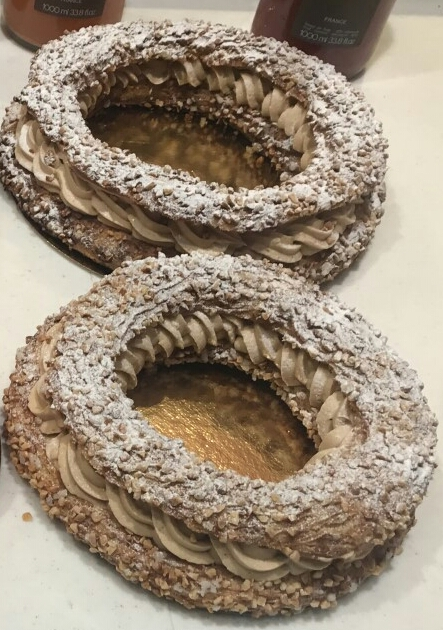
En couronne dans une pâtisserie de Neuilly-sur-Seine.

## Variantes dans la préparation
La réalisation de ce dessert utilise une pâte à choux cuite avec des amandes effilées parsemées en surface, dans laquelle on introduit, après cuisson de la pâte, une torsade de crème pâtissière ou pralinée. Les variantes usuellement rencontrées portent sur la nature de la crème utilisée. Chaque pâtissier utilise aujourd'hui des crèmes plus différentes les unes que les autres. La crème la plus classiquement utilisée est la crème mousseline (crème pâtissière que l'on émulsionne par l'ajout de beurre pommade ou de crème au beurre). D'autres utilisent une crème au beurre pour des raisons de conservation, éventuellement en y ajoutant de la mousse de lait pour l'alléger, ou encore une crème chiboust. Les ouvrages de cuisine citent également une crème intitulée tout simplement crème à paris-brest, et qui est généralement une crème mousseline pralinée parfumée au rhum.

Variantes de paris-brest
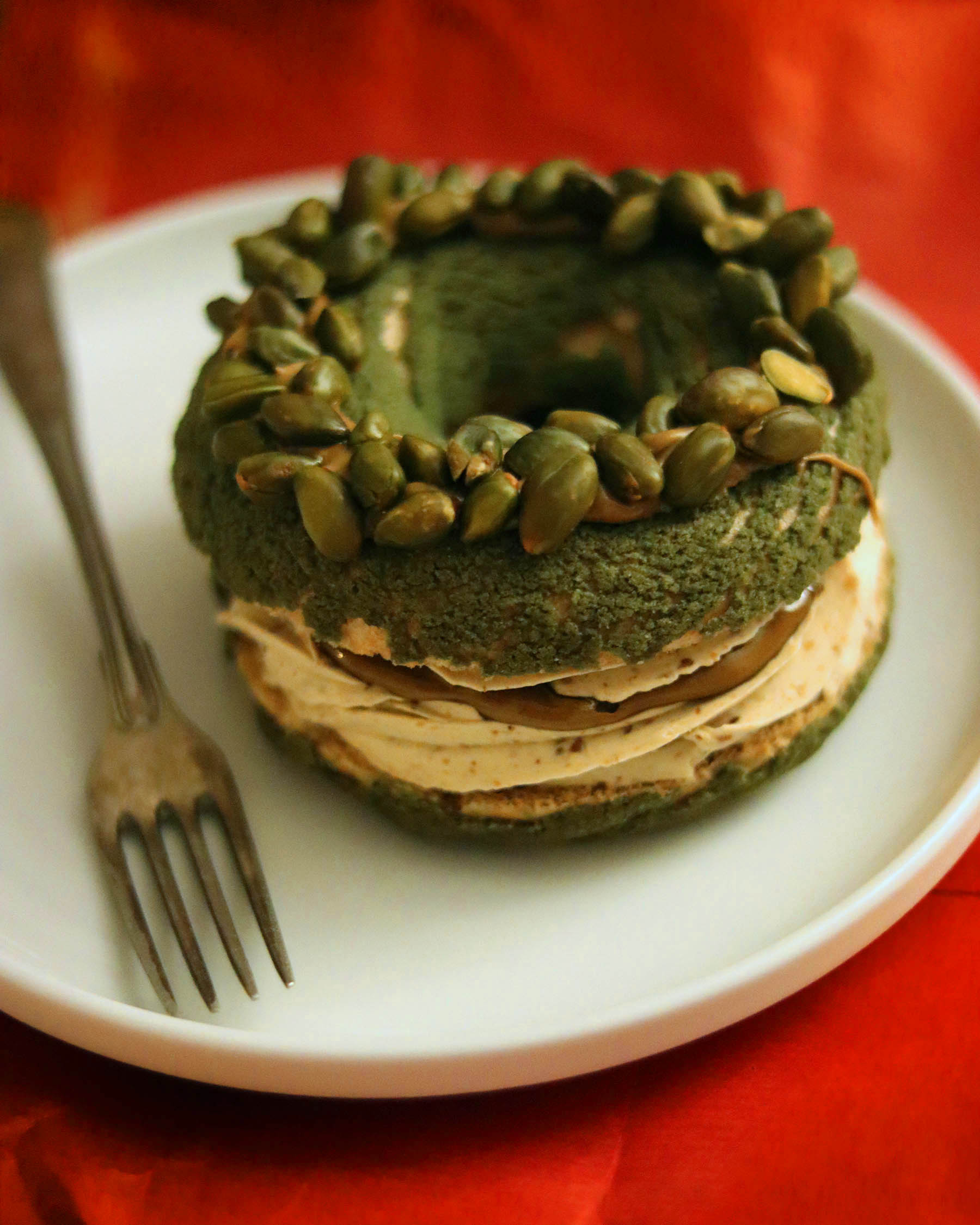
Paris-sicile, à la pistache, à la boulangerie Marcel à Lyon.
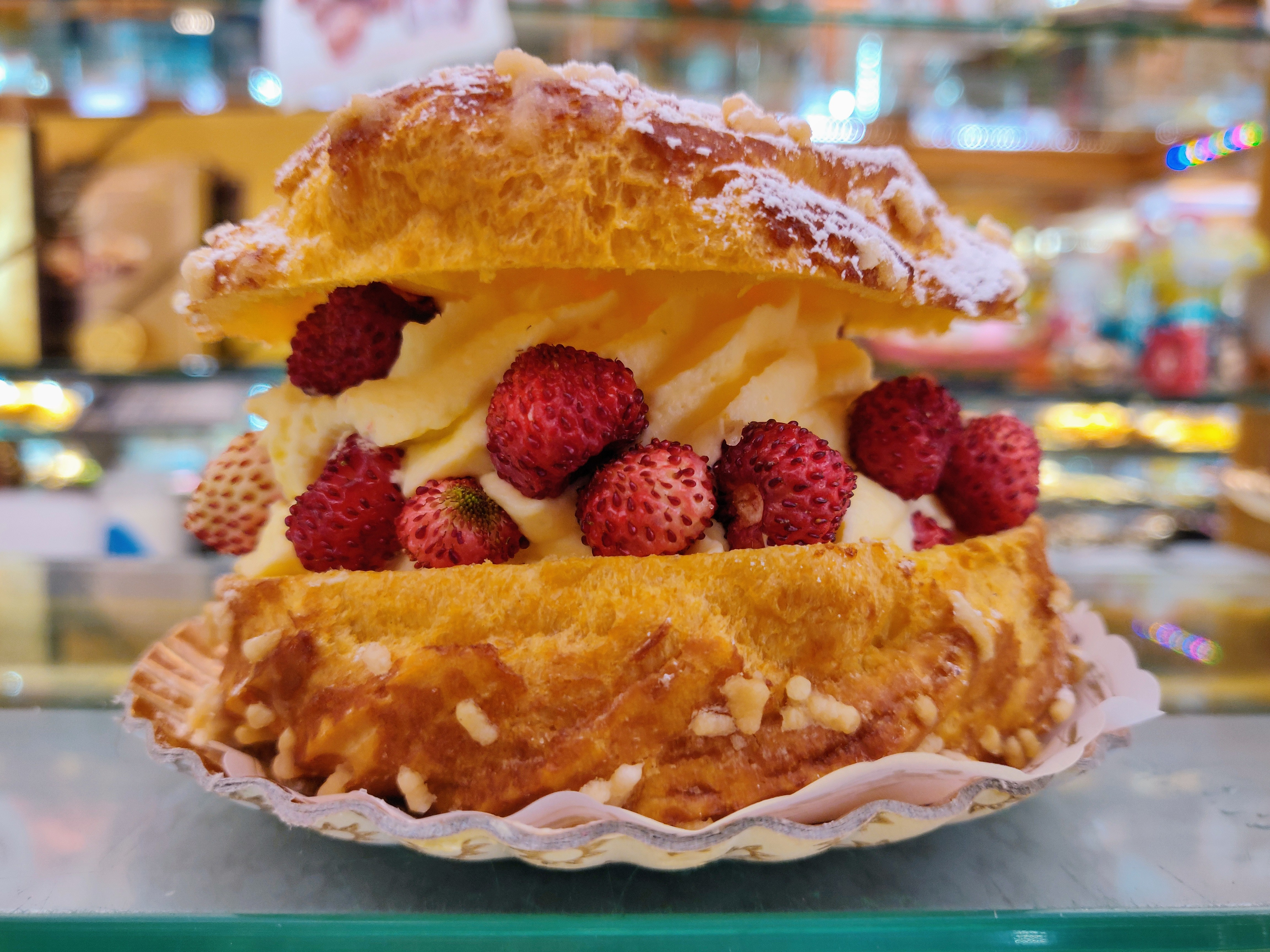
Avec des fraises, à Rome.

D'autres pâtissiers se proposent de le revisiter en en donnant une version croustillante, au caramel comme clin d'œil à la Bretagne, glacée, ou en changeant sa forme (tarte, madeleine, donut, cupcake).
D'autres encore changent son nom en paris-new york après y avoir ajouté des noix de pécan, ou paris-sicile en parfumant le praliné à la pistache. On trouve aussi des déclinaisons locales comme le paris-courchevel à Courchevel, le paris-metz à Metz (à l'occasion de la LGV Est), le marseille-brest à Marseille, ou encore le paris-saïgon au Vietnam chez le chocolatier Marou.